# UC-66号潜艇
陛下之UC-66号艇是德意志帝国海军于第一次世界大战期间建造的其中一艘UC-II型近岸布雷潜艇或称U艇。它由汉堡的布洛姆与福斯船厂承建，于1916年7月15日新船下水，至同年11月14日交付使用。其全长50.35米，水面及水下排水量分别为427吨和508吨，艇载武器则包括三具鱼雷发射管、六具水雷滑射槽以及一门88毫米口径甲板炮。UC-66号入役后曾被部署至驻比利时的佛兰德区舰队，并参与了大西洋潜艇战。通过其五次巡逻，共直接或间接击沉32艘协约国或中立国舰船，累计总吨位为44,506吨。1917年5月27日，UC-66号在锡利群岛的朗德岛以北遭一架英国柯蒂斯H-12型飞行艇炸沉，造成23名官兵阵亡。这是早期飞行器抗击U艇的一个著名案例。

## 设计
1915年秋天，由于中立国美国的干预，U艇战几乎陷入停顿，导致德国广泛开展《国际法》所允许的水雷战，从而使布雷潜艇的需求量相应增加。德意志帝国海军潜艇监察局（Inspektion des U-Bootwesens）的开发部门留意到了这一点，遂以UB-II型为基础，按照兼顾布雷效率和生产速度的要求，以41号工程的名义设计了UC-II型潜艇。为了弥补前型UC-I型的缺陷，UC-II型艇不仅更大，而且采用双轴推进系统。然而，与前型最主要的区别在于，UC-II型艇重新运用了双壳体结构。但它并非纯粹的双体潜艇，而是一种中间过渡型；因为外层没有封闭耐压壳体，而是作为鞍形水柜附在上方。
UC-66号是64艘UC-II型方案的其中一艘。这个亚型的艇体结构与UB-II型类似，但体积更大，全长为50.35米，并有3.64米的吃水深度；由于不再考虑铁路运输的装载限界，舷宽也得以增至5.22米。其水上和水下排水量分别为427吨和508吨。艇只采用两台猛狮六缸四冲程600匹公制馬力（440千瓦特）柴油机用于水面运行，以及两台620匹公制馬力（460千瓦特）的西门子-舒克特电动发电机用于水下航行；水面最高航速12節（22每小時），水下7.4節（13.7每小時）；能够在水面以7節（13每小時）航速续航10,420海里（19,300），或以4節（7.4每小時）连续在水下航行52海里（96）而无需充电。其潜没需时约为30秒，能够在50米的深度下运作。
作为布雷潜艇，UC-66号改将六具布雷滑射槽安装在艇体前部，每具储存井内的水雷数量增至3枚，即合共18枚UC200型水雷。布雷时只需将存储井底部的盖板打开，水雷便可凭借自身重量滑入水中。随着滑射槽长度增加，艇体艏楼的上层建筑被抬高，上层建筑与司令塔之间的凹陷处布置了一门88毫米30倍径速射炮作为甲板炮。但由于位置相对较低，火炮甲板在恶劣海况下很容易被涌浪淹没。此外，UC-66号还装备有三具500毫米鱼雷发射管，这极大提升了潜艇的攻击能力。其中艇艏两具外置在两侧、艇艉一具则为内置式，并可搭载合共7枚G6型鱼雷。其标准船员编制为3名军官及23名水兵。

## 历史
1916年1月12日，在海军元帅阿尔弗雷德·冯·提尔皮茨的倡议下，国家海军办公室分别向五家德国造船厂发包第三批次的UC-II型潜艇。UC-66号因此成为汉堡布洛姆与福斯船厂承建的该批次二号艇，建造编号为282。它于1916年7月15日新船下水，至同年11月14日在曾执掌UC-5和UB-29号的王牌艇长、海军中尉赫伯特·普斯特库亨的指挥下交付使用，随即展开海试。完成海试后，该艇于1917年2月3日被编入驻泽布吕赫的佛兰德区舰队，成为海军佛兰德集团军的一份子。
在为期九个月的佛兰德役期中，UC-66号参与了大西洋潜艇战，足迹遍及北海海峡、凯尔特海、英吉利海峡和比斯开湾等多处水域。通过五次布雷及破交战巡逻，该艇合共击沉协约国或中立国的29艘商船、2艘军舰和1艘辅助军舰，累计总吨位为44506吨。其中，体积最大的受害者是容积总吨为11999吨的英国客轮阿夫里克号，它于1917年2月12日从利物浦前往德文波特的途中，在距埃迪斯通灯塔西南偏南约12海里（22）处遭普斯特库亨发射鱼雷击沉，成为一战期间遭U艇袭击的最大型舰船之一。而注册吨位为12002吨的英国医疗船阿斯图里亚斯号尽管吨位稍重，但它于1917年3月20日从雅芳茅斯驶向南安普敦途中在斯塔特角附近遭UC-66号袭击后仍坚持搁滩，并未沉没，惟造成35人罹难。此外，隶属英国皇家海军、排水量为1250吨的两艘南芥级单桅战船木犀草号和庭荠号也分别于1917年3月17日和18日葬身大海，它们均是在爱尔兰岛西南岸附近水域触及由UC-66号布设的水雷而沉没。
1917年5月27日，UC-66号在锡利群岛的朗德岛以北遭英国飞行员威廉·安德森（William Anderson）驾驶的第8656号柯蒂斯H-12型飞行艇炸毁。潜艇在50°15′N 06°20′E / 50.250°N 6.333°E处迅速沉没，包括艇长普斯特库亨中尉在内的23名官兵阵亡。艇身残骸于2009年被潜水员寻获。这是早期飞行器抗击U艇的一个著名案例。

## 袭击历史摘要
| 日期          | 船名            | 船籍         | 吨位  | 结局 |
| ------------- | --------------- | ------------ | ----- | ---- |
| 1917年2月11日 | 艾达号          | 英国         | 187   | 击沉 |
| 1917年2月11日 | 奥尔加王后号    | 希腊         | 1400  | 击沉 |
| 1917年2月11日 | 伍德菲尔德号    | 英国         | 4300  | 击伤 |
| 1917年2月12日 | 阿夫里克号      | 英国         | 11999 | 击沉 |
| 1917年2月12日 | 通透号          | 英国         | 1409  | 击沉 |
| 1917年2月15日 | 阿尔玛·让娜号   | 法國         | 33    | 击沉 |
| 1917年2月15日 | 阿尔戈斯号      | 法國         | 26    | 击沉 |
| 1917年2月15日 | 德西蕾·路易丝号 | 法國         | 31    | 击沉 |
| 1917年2月17日 | 德里贝亨号      | 荷蘭         | 1884  | 击沉 |
| 1917年2月17日 | 奥特马瑟姆号    | 荷蘭         | 2313  | 击沉 |
| 1917年2月17日 | 特隆彭贝赫号    | 荷蘭         | 1608  | 击沉 |
| 1917年2月21日 | 能量号          | 英国         | 25    | 击沉 |
| 1917年2月21日 | K·L·M号         | 英国         | 28    | 击沉 |
| 1917年2月21日 | 君主号          | 英国         | 35    | 击沉 |
| 1917年2月22日 | 安汶号          | 荷蘭         | 3598  | 击伤 |
| 1917年3月11日 | 贝阿德号        | 英國皇家海軍 | 220   | 击伤 |
| 1917年3月12日 | 埃纳尔·亚尔号   | 挪威         | 1849  | 击沉 |
| 1917年3月12日 | 勿忘我号        | 英国         | 40    | 击沉 |
| 1917年3月12日 | 格里尼梅尔号    | 英国         | 1394  | 击沉 |
| 1917年3月12日 | 门农号          | 英国         | 3203  | 击沉 |
| 1917年3月12日 | 驯鹿号          | 英国         | 52    | 击沉 |
| 1917年3月13日 | 尝试号          | 英国         | 34    | 击沉 |
| 1917年3月17日 | 孟菲斯城号      | 美国         | 5252  | 击沉 |
| 1917年3月17日 | 木犀草号        | 英國皇家海軍 | 1250  | 击沉 |
| 1917年3月18日 | 庭荠号          | 英國皇家海軍 | 1250  | 击沉 |
| 1917年3月19日 | 阿摩里卡号      | 法國         | 261   | 击沉 |
| 1917年3月20日 | 阿斯图里亚斯号  | 英國皇家海軍 | 12002 | 击伤 |
| 1917年3月20日 | 榛果园号        | 英国         | 1964  | 击沉 |
| 1917年3月21日 | 阿旺斯号        | 英国         | 57    | 击沉 |
| 1917年3月22日 | 埃费乌号        | 挪威         | 569   | 击沉 |
| 1917年4月17日 | 萨瑟兰氏族号    | 英国         | 2820  | 击伤 |
| 1917年4月22日 | 阿瑞图萨号      | 英国         | 1279  | 击沉 |
| 1917年4月23日 | 蔷薇二号        | 英國皇家海軍 | 213   | 击沉 |
| 1917年4月27日 | 匡托克号        | 英国         | 4470  | 击伤 |
| 1917年5月1日  | 巴格戴尔号      | 英国         | 3045  | 击沉 |
| 1917年5月1日  | 约翰·W·皮尔恩号 | 英国         | 76    | 击沉 |
| 1917年5月1日  | 拉芒什号        | 法國         | 335   | 击沉 |
| 1917年5月25日 | 西兰岛号        | 英国         | 1405  | 击沉 |

## 脚注
1. 1 2 3  Helgason, Guðmundur. . German and Austrian U-boats of World War I - Kaiserliche Marine - Uboat.net.   [2009-02-23].
2. ↑  Tarrant，第173頁.
3. 1 2 3  Gröner 1991，第31-32頁.
4. 1 2  Helgason, Guðmundur. . German and Austrian U-boats of World War I - Kaiserliche Marine - Uboat.net.   [2015-03-03].
5. ↑  陈进，第48頁.
6. ↑  . Navypedia.   [2022-09-16]. （原始内容存档于2023-01-20）.
7. ↑  陈进，第46頁.
8. ↑  Herzog，第139頁.
9. ↑  Helgason, Guðmundur. . German and Austrian U-boats of World War I - Kaiserliche Marine - Uboat.net.   [2022-12-15].
10. ↑  Helgason, Guðmundur. . German and Austrian U-boats of World War I - Kaiserliche Marine - Uboat.net.   [2009-04-14].
11. ↑  Helgason, Guðmundur. . German and Austrian U-boats of World War I - Kaiserliche Marine - Uboat.net.   [2022-12-16].
12. ↑  Helgason, Guðmundur. . German and Austrian U-boats of World War I - Kaiserliche Marine - Uboat.net.   [2022-12-16].
13. ↑  Helgason, Guðmundur. . German and Austrian U-boats of World War I - Kaiserliche Marine - Uboat.net.   [2022-12-16].
14. ↑  McCartney，第114–117頁.
15. ↑  Helgason, Guðmundur. . German and Austrian U-boats of World War I - Kaiserliche Marine - Uboat.net.   [2015-03-03].